# Lok-Sabha-Wahlkreis Vellore
Der Lok-Sabha-Wahlkreis Vellore ist ein Wahlkreis bei den Wahlen zur Lok Sabha, dem Unterhaus des indischen Parlaments. Er liegt im Bundesstaat Tamil Nadu, besteht seit 1951 und umfasst den Westteil des Distrikts Vellore.
Bei der letzten Wahl zur Lok Sabha waren 1.312.251 Einwohner wahlberechtigt.

## Letzte Wahl
Die Wahl zur Lok Sabha 2014 hatte folgendes Ergebnis:
| Kandidat              | Partei                | Stimmen |
| --------------------- | --------------------- | ------- |
| B. Senguttuvan        | AIADMK                | 39,4 %  |
| A. C. Shanmugam       | BJP                   | 33,3 %  |
| Abdul Rahman          | IUML                  | 21,1 %  |
| J. Vijay Elanchezian  | INC                   | 2,2 %   |
| Sonstige              | Sonstige              | 3,3 %   |
| Keiner der Kandidaten | Keiner der Kandidaten | 0,7 %   |

## Wahl 2009
Die Wahl zur Lok Sabha 2009 hatte folgendes Ergebnis:
| Kandidat         | Partei    | Stimmen |
| ---------------- | --------- | ------- |
| Abdul Rahman     | DMK/IUML* | 49,8 %  |
| L. K. M. B. Vasu | AIADMK    | 35,0 %  |
| Shoukath Sherif  | DMDK      | 8,7 %   |
| A. K. Rajendiran | BJP       | 1,6 %   |
| Sonstige         | Sonstige  | 4,9 %   |

*) Der Kandidat Abdul Rahman von der IUML trat im Rahmen eines Wahlbündnisses offiziell als Kandidat der DMK an.

## Bisherige Abgeordnete
| Wahl       | Name                 | Partei    | Stimmen |
| ---------- | -------------------- | --------- | ------- |
| 1951–1952* | M. Muthukrishnan     | INC       | 20,9 %  |
| 1951–1952* | Ramachander          | CWL       | 17,7 %  |
| 1957*      | N. R. Munisamy       | INC       | 19,2 %  |
| 1957*      | M. Muthukrishnan     | INC       | 16,8 %  |
| 1962       | Abdul Wahid          | INC       | 41,0 %  |
| 1967       | Kuchelar             | DMK       | 55,8 %  |
| 1971       | P. Ulaganambi        | DMK       | 57,1 %  |
| 1977       | V. Dhandayuthapani   | NCO       | 49,2 %  |
| 1980       | A. K. A. Abdul Samad | Unabh.    | 55,1 %  |
| 1984       | A. C. Shanmugam      | AIADMK    | 52,9 %  |
| 1989       | A. K. A. Abdul Samad | INC       | 54,2 %  |
| 1991       | B. Akber Pasha       | INC       | 61,7 %  |
| 1996       | P. Shanmugam         | DMK       | 57,5 %  |
| 1998       | N. T. Shanmugam      | PMK       | 49,1 %  |
| 1999       | N. T. Shanmugam      | PMK       | 47,1 %  |
| 2004       | K. M. Kader Mohideen | DMK/IUML* | 58,5 %  |
| 2009       | Abdul Rahman         | DMK/IUML* | 49,8 %  |
| 2014       | B. Senguttuvan       | AIADMK    | 39,4 %  |

*) Bei den Wahlen 1951 und 1957 entsandte der Wahlkreis Vellore zwei Abgeordnete in die Lok Sabha.

**) Die Kandidaten K. M. Kader Mohideen und Abdul Rahman von der IUML traten 2004 bzw. 2009 im Rahmen eines Wahlbündnisses offiziell als Kandidaten der DMK an.